# Amyema haematodes
Amyema haematodes är en tvåhjärtbladig växtart som först beskrevs av Otto Karl Anton Schwarz, och fick sitt nu gällande namn av Danser. Amyema haematodes ingår i släktet Amyema och familjen Loranthaceae. Inga underarter finns listade i Catalogue of Life.